# Arendo Joustra

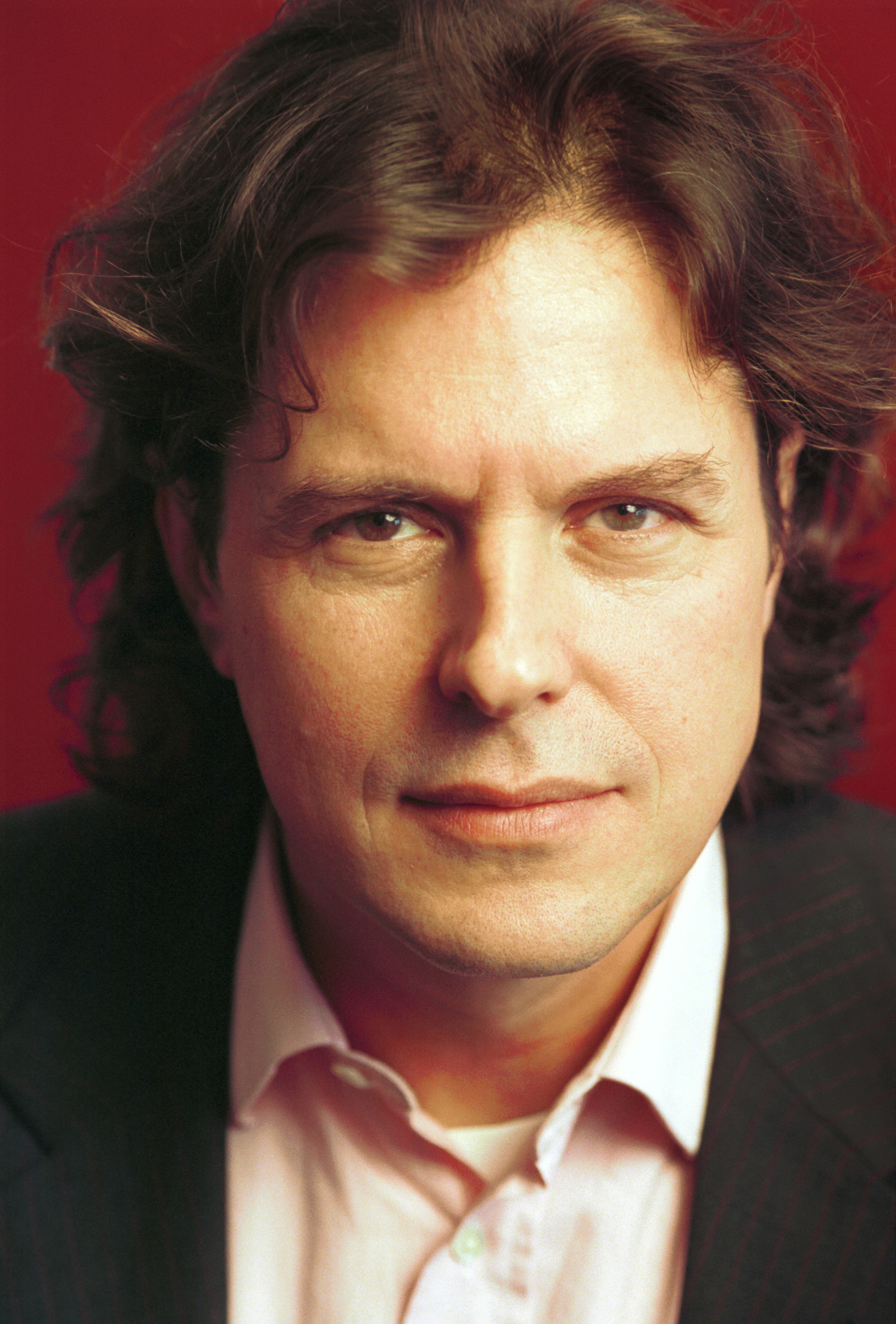
Arendo Joustra

Johan Arendo Sjouke Joustra (* 19. Juli 1957 in Vlissingen) ist ein niederländischer Journalist. Er ist seit 2000 Chefredakteur der politischen Wochenzeitschrift Elsevier. 

## Leben
Joustra studierte Journalistik an der School voor de Journalistiek in Utrecht (1976–79) und der Iowa State University (1979–80). Er arbeitete zunächst von 1980 bis 1989 bei der Tageszeitung de Volkskrant nacheinander in den Ressorts Wirtschaft und Soziales, Parlament und Politik. Anschließend wechselte er zum Magazin Elsevier, für das er von 1989 bis 1996 Korrespondent in Brüssel war. 1993 wurde auf seinen Vorschlag hin Pim Fortuyn als Kolumnist ins Blatt geholt, der bis September 2001 etwa 400 Kolumnen verfasste. 1996 wurde Joustra Vizechef von Elsevier und anschließend offiziell stellvertretender Chefredakteur. Während einer Krankheit von Chefredakteur Schoo vertrat er diesen für einige Zeit und übernahm anschließend die Leitung des redaktionellen Tagesgeschäfts.
Joustras Freund Pieter Broertjes, Chefredakteur bei de Volkskrant, bot ihm gegen Ende des Jahrtausends an, in gleicher Funktion zur Volkskrant zu wechseln; als voraussichtlicher Nachfolger von Schoo erschien ihm die interne Option jedoch attraktiver als des stellvertretenden Chefredakteurs einer Tageszeitung. Broertjes bot den Posten nun Schoo an, der überraschend annahm und zum 1. Januar 2000 zur Volkskrant wechselte. Da sich Joustra nach Meinung des Direktoriums und der Redaktion bereits hinreichend bewährt hatte, wurde er als Nachfolger eingesetzt.
In Joustras Zeit fällt unter anderem der im Vergleich zu den niederländischen Tageszeitungen sehr spät (2004) lancierte Onlineauftritt. Unter seiner Leitung stellte Elsevier seit dem Jahrtausendwechsel neben den Gratiszeitungen eines der wenigen Erfolgsmodelle im Printjournalismus dar. Im Gegensatz zu fast allen anderen regionalen und überregionalen Zeitungen (Gratiszeitungen ausgenommen) und Politikmagazinen der Niederlande konnte nicht nur ein Auflagenrückgang vermieden, sondern sogar eine leichte Auflagensteigerung erreicht werden. 2006 übernahm Joustra als Nachfolger von Broertjes den Vorsitz der „Nederlands Genootschap van Hoofdredacteuren“ (Niederländische Gesellschaft von Chefredakteuren).
Neben einer Reihe eigener Bücher war Joustra auch für die Redaktion des Buches „Samen Onderweg“ (1991) des damaligen niederländischen Ministerpräsidenten Ruud Lubbers zuständig, über den er bereits 1989 eine Biografie verfasst hatte.

## Werke
- Ambtenaren in actie, Reportage van een Hollandse herfst (mit Pieter Broertjes), Uitgeverij van Gennep, Amsterdam 1984
- Homo-erotisch woordenboek, Rap, Amsterdam 1988
- Ruud Lubbers, Manager in de politiek, Anthos, Baarn 1989
- De geheimen van het Torentje, Prometheus, Amsterdam 1993
- Vreemde ogen, Buitenlanders over de Nederlandse identiteit, Prometheus, Amsterdam 1993
- Het hof van Brussel, of Hoe Europa Nederland overneemt, Ooievaar, Amsterdam 2000

### Online
- Biografie auf elsevier.nl
- Biografie auf der Website des International Institute of Social History